# Peceneaga
Peceneaga – wieś w Rumunii, w okręgu Tulcza, w gminie Peceneaga. W 2011 roku liczyła 1538 mieszkańców.